# مارک برلاند
مارک برلاند (انگلیسی: Mark Breland؛ زادهٔ ۱۱ مه ۱۹۶۳) بوکسور اهل ایالات متحده آمریکا بود.
وی در مسابقات کشوری و بین‌المللی در مجموع برندهٔ ۲ مدال طلا شده‌است.